# Назарян Армен Людвігович
Армен Людвігович Назарян (болг. Армен Людвикович Назарян, вірм. Արմեն Նազարյան; нар. 9 березня 1974, Масіс) — болгарський борець греко-римського стилю, багаторазовий призер та триразовий чемпіон світу, шестиразовий чемпіон та триразовий срібний призер чемпіонатів Європи, дворазовий чемпіон та бронзовий призер Олімпійських ігор. Перший і єдиний протягом 20 років до Олімпіади-2016 олімпійський чемпіон в історії незалежної Вірменії.

## Біографія
Народився 9 березня 1974 року в місті Масіс, Вірменія. Почав займатися боротьбою в 1982 році. Першим тренером був Роберт Нерсесян, другим — Роберт Асерян. Багаторазовий чемпіон СРСР. Виступав за збірну Вірменії. В її складі двічі ставав срібним призером сівтових першостей, двічі вигравав чемпіонати Європи та один раз олімпійське золото. Він і далі збирався продовжувати виступати за Вірменію, і лише просив при цьому забезпечити його хоча б однокімнатною квартирою і 500 доларами на місяць. Тодішні спортивні та державні чиновники Вірменії не тільки не пішли назустріч, але навіть не відповіли на лист. Після цього він поїхав до Болгарії. В травні 1997 року указом № 8 Президента Болгарії Петра Стоянова отримав болгарське громадянство. У 2000 році отримує звання почесного громадянина Болгарії. 
З листопада 2009 року працював помічником головного тренера класиків болгарської федерації боротьби Ніколая Гергова. У листопаді 2011 року змінив останнього на посту болгарської збірної з греко-римської боротьби.
Особистий тренер чемпіона світу та Європи Іво Ангелова і чемпіонів Європи Александара Костадінова та Тарека Абдельсалама. У 2013 визнаний найкращим тренером Болгарії року.
У березні 2013 року оголосив голодування на знак протесту проти рішення виконкому МОК не рекомендувати спортивну боротьбу в програму Олімпіади-2020.
Ім'я Армена Назаряна запсано в залі слави FILA і на стіні пошани болгарської спортивної федерації.
Почесний громадянин Софії (2000).

## Спортивні результати на міжнародних змаганнях

### Виступи на Олімпіадах
| Змагання                                   | Збірна   | Вагова категорія                 | Місце  |
| ------------------------------------------ | -------- | -------------------------------- | ------ |
| Боротьба на літніх Олімпійських іграх 1996 | Вірменія | греко-римська боротьба, до 52 кг | Золото |
| Боротьба на літніх Олімпійських іграх 2000 | Болгарія | греко-римська боротьба, до 58 кг | Золото |
| Боротьба на літніх Олімпійських іграх 2004 | Болгарія | греко-римська боротьба, до 60 кг | Бронза |
| Боротьба на літніх Олімпійських іграх 2008 | Болгарія | греко-римська боротьба, до 60 кг | 6      |

### Виступи на Чемпіонатах світу
| Змагання                        | Збірна   | Вагова категорія                 | Місце  |
| ------------------------------- | -------- | -------------------------------- | ------ |
| Чемпіонат світу з боротьби 1993 | Вірменія | греко-римська боротьба, до 52 кг | Срібло |
| Чемпіонат світу з боротьби 1994 | Вірменія | греко-римська боротьба, до 52 кг | 15     |
| Чемпіонат світу з боротьби 1995 | Вірменія | греко-римська боротьба, до 52 кг | Срібло |
| Чемпіонат світу з боротьби 1997 | Болгарія | греко-римська боротьба, до 58 кг | Бронза |
| Чемпіонат світу з боротьби 1998 | Болгарія | греко-римська боротьба, до 58 кг | Бронза |
| Чемпіонат світу з боротьби 1999 | Болгарія | греко-римська боротьба, до 58 кг | Бронза |
| Чемпіонат світу з боротьби 2001 | Болгарія | греко-римська боротьба, до 58 кг | 4      |
| Чемпіонат світу з боротьби 2002 | Болгарія | греко-римська боротьба, до 60 кг | Золото |
| Чемпіонат світу з боротьби 2003 | Болгарія | греко-римська боротьба, до 60 кг | Золото |
| Чемпіонат світу з боротьби 2005 | Болгарія | греко-римська боротьба, до 60 кг | Золото |
| Чемпіонат світу з боротьби 2006 | Болгарія | греко-римська боротьба, до 60 кг | 22     |

### Виступи на Чемпіонатах Європи
| Змагання                         | Збірна   | Вагова категорія                 | Місце  |
| -------------------------------- | -------- | -------------------------------- | ------ |
| Чемпіонат Європи з боротьби 1994 | Вірменія | греко-римська боротьба, до 52 кг | Золото |
| Чемпіонат Європи з боротьби 1995 | Вірменія | греко-римська боротьба, до 52 кг | Золото |
| Чемпіонат Європи з боротьби 1996 | Вірменія | греко-римська боротьба, до 52 кг | Срібло |
| Чемпіонат Європи з боротьби 1998 | Болгарія | греко-римська боротьба, до 58 кг | Золото |
| Чемпіонат Європи з боротьби 1999 | Болгарія | греко-римська боротьба, до 58 кг | Золото |
| Чемпіонат Європи з боротьби 2000 | Болгарія | греко-римська боротьба, до 58 кг | Срібло |
| Чемпіонат Європи з боротьби 2002 | Болгарія | греко-римська боротьба, до 60 кг | Золото |
| Чемпіонат Європи з боротьби 2003 | Болгарія | греко-римська боротьба, до 60 кг | Золото |
| Чемпіонат Європи з боротьби 2008 | Болгарія | греко-римська боротьба, до 60 кг | Срібло |

### Виступи на інших змаганнях
| Змагання                                | Збірна   | Вагова категорія                 | Місце  |
| --------------------------------------- | -------- | -------------------------------- | ------ |
| Всесвітні ігри військовослужбовців 1995 | Вірменія | греко-римська боротьба, до 57 кг | Золото |
| Тестовий турнір FILA 1998               | Болгарія | греко-римська боротьба, до 58 кг | 5      |
| Міжнародний меморіал Дейва Шульца 1999  | Болгарія | греко-римська боротьба, до 63 кг | Золото |
| Міжнародний меморіал Дейва Шульца 2007  | Болгарія | греко-римська боротьба, до 60 кг | Бронза |

### Виступи на змаганнях молодших вікових груп
| Змагання                                      | Збірна   | Вагова категорія                 | Місце  |
| --------------------------------------------- | -------- | -------------------------------- | ------ |
| Чемпіонат Європи з боротьби серед молоді 1992 | Вірменія | греко-римська боротьба, до 52 кг | Бронза |
| Чемпіонат світу з боротьби серед молоді 1993  | Вірменія | греко-римська боротьба, до 52 кг | Золото |
| Чемпіонат Європи з боротьби серед молоді 1994 | Вірменія | греко-римська боротьба, до 52 кг | Золото |